# Drosophila malayana
Drosophila malayana är en tvåvingeart som först beskrevs av Hajimu Takada 1976.  Drosophila malayana ingår i släktet Drosophila och familjen daggflugor.
Artens utbredningsområde är Malaysia.